# Serie Nacional de Béisbol 1967-1968
Habana ganó el título en la temporada 1967-1968 de la Serie Nacional de Béisbol de Cuba, a cinco juegos de Industriales.
La séptima Serie sufrió una expansión significativa de la liga, de 6 a 12 equipos, además el calendario de cada equipo aumentó de 65 a 99 juegos.
| Equipo        | JJ | JG | JP | AVE  | Dif  |
| ------------- | -- | -- | -- | ---- | ---- |
| Habana        | 99 | 74 | 25 | .747 | -    |
| Industriales  | 99 | 69 | 30 | .697 | 5    |
| Azucareros    | 98 | 63 | 35 | .643 | 10 ½ |
| Mineros       | 99 | 61 | 38 | .616 | 13   |
| Las Villas    | 98 | 57 | 41 | .582 | 16 ½ |
| Henequeneros  | 99 | 52 | 47 | .525 | 22   |
| Granjeros     | 98 | 49 | 49 | .500 | 24 ½ |
| Oriente       | 99 | 48 | 51 | .485 | 26   |
| Camagüey      | 99 | 37 | 62 | .374 | 37   |
| Matanzas      | 99 | 36 | 63 | .364 | 38   |
| Vegueros      | 98 | 33 | 65 | .337 | 40 ½ |
| Pinar del Río | 97 | 12 | 85 | .124 | 61   |